# Krätzche (Musik)
Ein Krätzche (Kölsch, auch Krätzge oder Krätzje, im rheinischen Regiolekt Krätzchen) bezeichnet im Kölner Raum mundartlich Lieder, die lustige Begebenheiten oder Streiche erzählen.
Die Bezeichnung ist auf das Diminutiv Krätzchen, für kleinen Riss, Schrämmchen, Streich, Schlag, Stoß, Hau, Hieb, im übertragenen Sinne für Ulk, lustigen Streich, Schnurre oder Schwank zurückzuführen. Krätzche werden nicht nur zum Karneval vorgetragen.   
Der Krätzchesgesang zählt zu den ältesten Liedvortragsformen im Rheinland. Er ist äußerst sparsam instrumentiert und wird langsam dargeboten. Die Pausen sind bewusst gesetzt und werden zur „hohen Kunstform“. Die dargebotenen Alltagsschwänke sind meist Geschichten mit Biss und Hintersinn, gelegentlich auch nachdenkliche. Bis in die 1970er Jahre wurden gesungene Krätzche nur als Marsch oder Walzer vorgetragen.
Ursprünglich wurden Krätzjer (so eine der ripuarischen Mehrzahlformen) nicht singend vorgetragen, sondern als harmlose, teils auch derbe, kurze Geschichte als „heiteres Stücklein“ vorgelesen, aus dem Gedächtnis vorgetragen oder aufgeschrieben. Nicht vertonte, meist mündlich weiter gegebene „Verzällcher“ sind heute, auch mangels Sprachkenntnis der kölschen Sprache bei Jüngeren, vergessen. Krätzchen-Sänger sollten ihre eigenen (erfundenen oder erlebten) Geschichten selbst vortragen.

## Bekannte Krätzchessänger
- August Batzem
- Bläck Fööss, unter der Bezeichnung „Eierquell“
- Karl Berbuer
- Colonia Duett (Hans Süper, Hans Zimmermann)
- Wicky Junggeburth
- Köster und Hocker (Gerd Köster, Frank Hocker)
- Thomas Liessem
- Horst Muys
- Willi Ostermann
- Jupp Schlösser
- Jupp Schmitz
- Ludwig Sebus
- Toni Steingass